# Stanozolol
Stanozolol (viết tắt. Stz), được bán dưới nhiều tên thương hiệu, là một loại thuốc androgen và steroid đồng hóa (AAS) có nguồn gốc từ dihydrotestosterone (DHT). Thuốc này được phát triển bởi công ty dược phẩm Winthrop Laboratory Laboratory (Sterling Drug) của Mỹ vào năm 1962 và đã được Cục Quản lý Thực phẩm và Dược phẩm Hoa Kỳ chấp thuận cho sử dụng cho con người, mặc dù nó không còn được bán ở Mỹ. Nó cũng được sử dụng trong thú y. Stanozolol hầu hết đã bị ngưng sử dụng và chỉ có sẵn ở một số quốc gia. Nó được đưa vào cơ thể bằng miệng ở người hoặc tiêm cơ ở động vật.
Không giống như hầu hết AAS tiêm, stanozolol không được ester hóa và được bán dưới dạng hỗn dịch nước, hoặc ở dạng viên uống. Thuốc có sinh khả dụng đường uống cao, do sự kiềm hóa C17α cho phép hormone tồn tại trong quá trình chuyển hóa gan lần đầu tiên khi uống. Chính vì điều này mà stanozolol cũng được bán ở dạng thuốc viên.
Stanozolol là một trong những AAS thường được sử dụng làm thuốc tăng cường hiệu suất và bị cấm sử dụng trong thi đấu thể thao dưới sự bảo trợ của Hiệp hội điền kinh quốc tế (IAAF) và nhiều cơ quan thể thao khác. Ngoài ra, stanozolol đã được sử dụng trong đua ngựa ở Mỹ.

## Sử dụng trong y tế
Stanazol đã được sử dụng với một số thành công trong điều trị suy tĩnh mạch. Nó kích thích tiêu sợi huyết và đã được đánh giá để điều trị những thay đổi da tiến triển hơn trong bệnh lý tĩnh mạch như bệnh xơ vữa động mạch. Một số thử nghiệm ngẫu nhiên ghi nhận sự cải thiện trong lĩnh vực xơ cứng mỡ, giảm độ dày của da và tốc độ lành vết loét nhanh hơn với stanozolol. Nó cũng đã được sử dụng để điều trị thành công phù mạch di truyền.